# Leptosphaeria crozalsii
Leptosphaeria crozalsii är en svampart som beskrevs av Vouaux 1913. Leptosphaeria crozalsii ingår i släktet Leptosphaeria och familjen Leptosphaeriaceae.   Inga underarter finns listade i Catalogue of Life.